# Kristotomus flavoguttatus
Kristotomus flavoguttatus är en stekelart som beskrevs av Gupta 1990. Kristotomus flavoguttatus ingår i släktet Kristotomus och familjen brokparasitsteklar. Inga underarter finns listade i Catalogue of Life.